# Pseudogriphoneura vittifacies
Pseudogriphoneura vittifacies är en tvåvingeart som beskrevs av Charles Howard Curran 1931. Pseudogriphoneura vittifacies ingår i släktet Pseudogriphoneura och familjen lövflugor.
Artens utbredningsområde är Puerto Rico. Inga underarter finns listade i Catalogue of Life.